# Matevž Govekar
Matevž Govekar, né le 17 avril 2000 à Ljubljana, est un coureur cycliste slovène, membre de l'équipe Bahrain Victorious.

## Biographie
Au cours des saisons 2019 et 2020, Matevž Govekar court pour l'équipe amateur slovène MebloJOGI Pro-Concrete et se concentre principalement sur le VTT. Au début de la saison 2021, il rejoint l'équipe continentale autrichienne  Tirol KTM, où il se consacre pour la première fois à plein temps au cyclisme sur route. Lors de cette saison, il obtient plusieurs places d'honneur et se classe notamment cinquième du Trophée Matteotti et troisième d'un sprint massif sur l'Étoile d'or. En mars 2022, il est deuxième au sprint du Poreč Trophy derrière Dušan Rajović, puis gagne le prologue de l'Istrian Spring Trophy.
Le 1er juin 2022, il rejoint l'équipe World Tour Bahrain Victorious qui compte plusieurs coureurs slovènes et qui a perdu dans son effectif Sonny Colbrelli et Alejandro Osorio. Il est présenté comme un coureur polyvalent, rapide au sprint.

## Palmarès sur route

### Par années
- 2021
  -  Champion de Slovénie sur route espoirs
  - Kirschblütenrennen
  - 2e du Grand Prix Vorarlberg
- 2022
  -  Champion de Slovénie sur route espoirs
  -  Champion de Slovénie du contre-la-montre espoirs
  - Prologue de l'Istrian Spring Trophy
  - 4e étape du Tour de Burgos
  - 2e du Grand Prix Vorarlberg
  - 2e du championnat de Slovénie sur route
  - 2e du Poreč Trophy
  - 5e du championnat d'Europe sur route espoirs
  - 9e du championnat du monde sur route espoirs
- 2024
  - 2e étape du Tour d'Antalya
  - 6e étape du Tour de Grande-Bretagne
  - 6e étape du Tour du Guangxi
- 2025
  - Al Salam Championship
  - 3e du championnat de Slovénie sur route

### Résultats sur les grands tours

#### Tour d'Italie
1 participation
- 2025 : 142e

#### Tour d'Espagne
1 participation
- 2023 : 133e

### Classements mondiaux
| Année                                 | 2021 | 2022 | 2023 | 2024 |
| ------------------------------------- | ---- | ---- | ---- | ---- |
| Classement mondial                    | 569e | 313e | 552e | 484e |
| UCI Europe Tour                       | 456e | 252e | nc   | nc   |
|                                       |      |      |      |      |
| Légende : nc = non classéSource : UCI |      |      |      |      |

## Palmarès sur piste
- 2021
  -  Champion de Slovénie de course à l'élimination
  -  Champion de Slovénie de course aux points
  - 2e du championnat de Slovénie du kilomètre
  - 3e du championnat de Slovénie de l'omnium
  - 3e du championnat de Slovénie de vitesse

## Palmarès en cyclo-cross
- 2016-2017
  -  Champion de Slovénie de cyclo-cross juniors
- 2019-2020
  - 2e du championnat de Slovénie de cyclo-cross